# Poggio San Vicino
Poggio San Vicino je italská obec v provincii Macerata v oblasti Marche.
V roce 2013 zde žilo 286 obyvatel.

## Sousední obce
Apiro, Cerreto d'Esi (AN), Fabriano (AN), Matelica, Serra San Quirico (AN)

## Vývoj počtu obyvatel
Zdroj: 